# Jerzy Gwiaździński

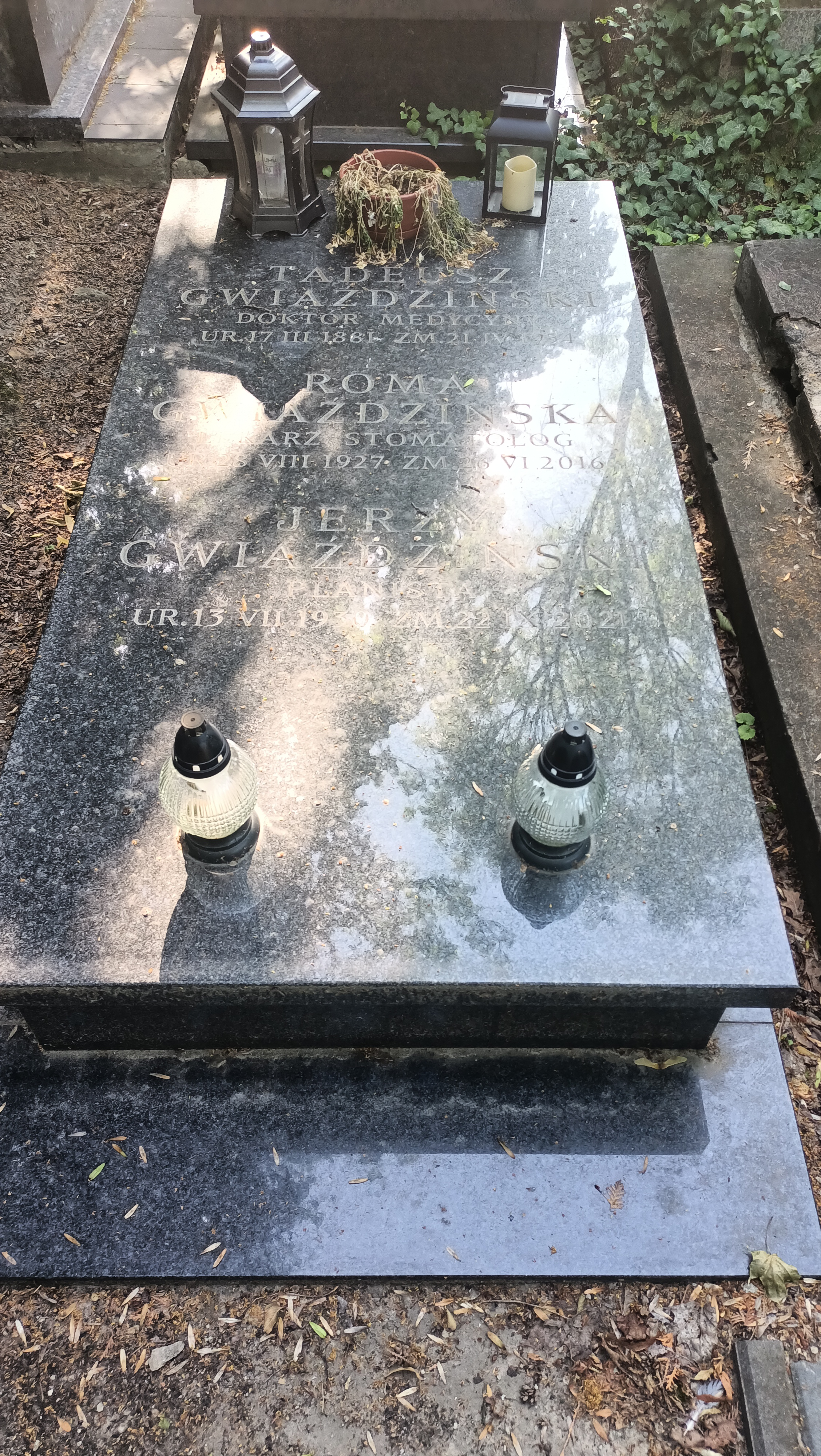
Grób Jerzego Gwiaździńskiego na Cmentarzu Powązkowskim

Jerzy Gwiaździński (ur. 1930, zm. 22 września 2021) – polski działacz partyjny i państwowy, ekonomista, zastępca przewodniczącego Komisji Planowania przy Radzie Ministrów (1981–1987).

## Życiorys
Z wykształcenia ekonomista, specjalizujący się w dziedzinie ekonomiki hutnictwa. Absolwent Szkoły Głównej Planowania i Statystyki. Członek Polskiej Zjednoczonej Partii Robotniczej. W latach 1951–1987 związany z Państwową Komisją Planowania Gospodarczego i następnie Komisją Planowania przy Radzie Ministrów. Zajmował w niej stanowisko wicedyrektora (1961–1965) i dyrektora (1965–1966) Zespołu Hutnictwa , następnie dyrektora Zespołu Przemysłu Maszynowego (1970–1971), Zespołu Metodyki Planowania (1972–1974), Centrum Informatyki (1974–1978), oraz Zespołu Analiz i Prognoz (1978–1981). Od września 1981 do lutego 1987 pozostawał zastępcą przewodniczącego Komisji. Następnie skierowany do ambasady PRL w Pradze, gdzie od 1987 do 1991 był radcą ds. ekonomicznych.
Autor książek, m.in. Planista. Cztery dekady wewnątrz gospodarki centralnie sterowanej. 4 października 2021 został pochowany na Cmentarzu Powązkowskim w Warszawie (Starych Powązkach).